# 希尔德·劳尔
希尔德·劳尔（羅馬尼亞語：Hilde Lauer，1943年3月24日—），罗马尼亚女子皮划艇运动员。她曾代表罗马尼亚参加1964年夏季奥林匹克运动会皮划艇比赛，获得一枚银牌和一枚铜牌。